# Evangelische Kirche Beyenburg

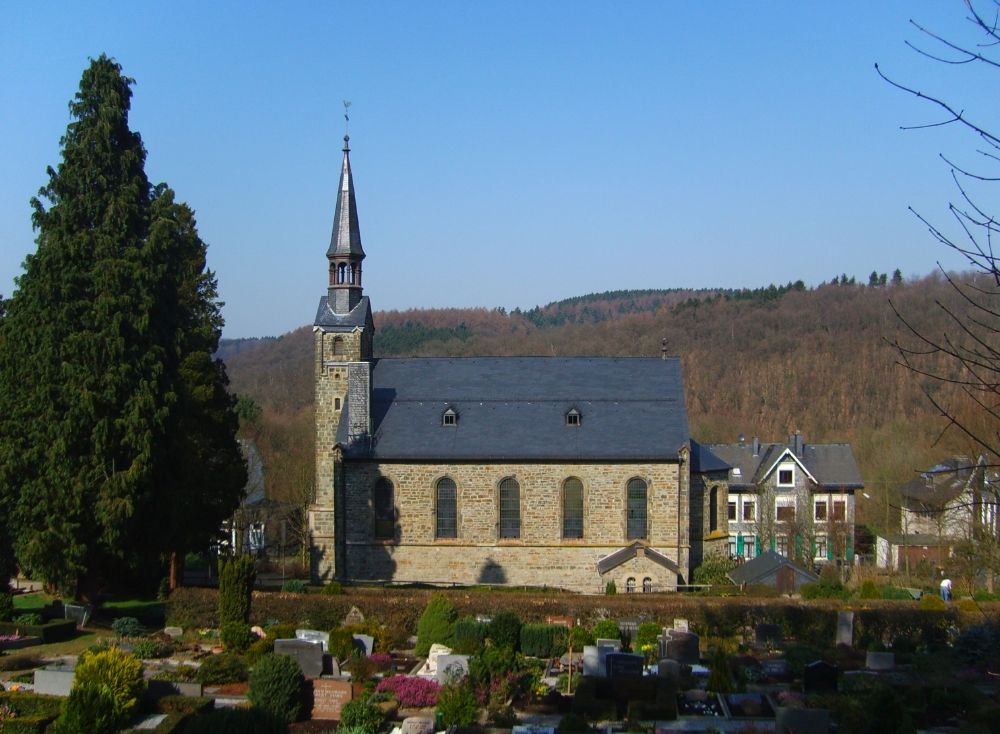
Evangelische Kirche Beyenburg

Die Evangelische Kirche Beyenburg ist ein Kirchengebäude in Beyenburg, einem Ortsteil von Wuppertal. Sie ist der Mittelpunkt der Kirchengemeinde Beyenburg-Laaken. Die Gemeinde zählt 2442 Mitglieder (Frühjahr 2008), nachdem sich im Jahr 2003 die beiden Gemeinden in Beyenburg und Laaken zusammenschlossen.
Die Kirche wurde 1865/66 erbaut. Acht Jahre zuvor war schon eine Holzkirche errichtet worden. Erste evangelische Christen im Ort gab es schon im 17. Jahrhundert, doch erst am 2. Advent 1854 wurde die Evangelische Gemeinde Beyenburg gegründet.
Das Gebäude befindet sich seit dem Jahr 1984 unter Denkmalschutz. An der Kirche befindet sich einer der über 50 Friedhöfe in Wuppertal.